# 拉格蘭奇 (伊利諾伊州布朗縣)
拉格蘭奇（英語：La Grange）是位於美國伊利諾伊州布朗縣的一個非建制地區。該地的面積和人口皆未知。

## 地理
拉格蘭奇的座標為39°56′50″N 90°32′14″W / 39.94722°N 90.53722°W，而該地的平均海拔高度為142米（即466英尺）。